# كوري تومسون
كوري تومسون (بالإنجليزية: Corey Thompson)‏ هو لاعب دوري الرغبي أسترالي، ولد في 15 مايو 1990 في بريزبان في أستراليا.